# Nicolai Jacob Wilse

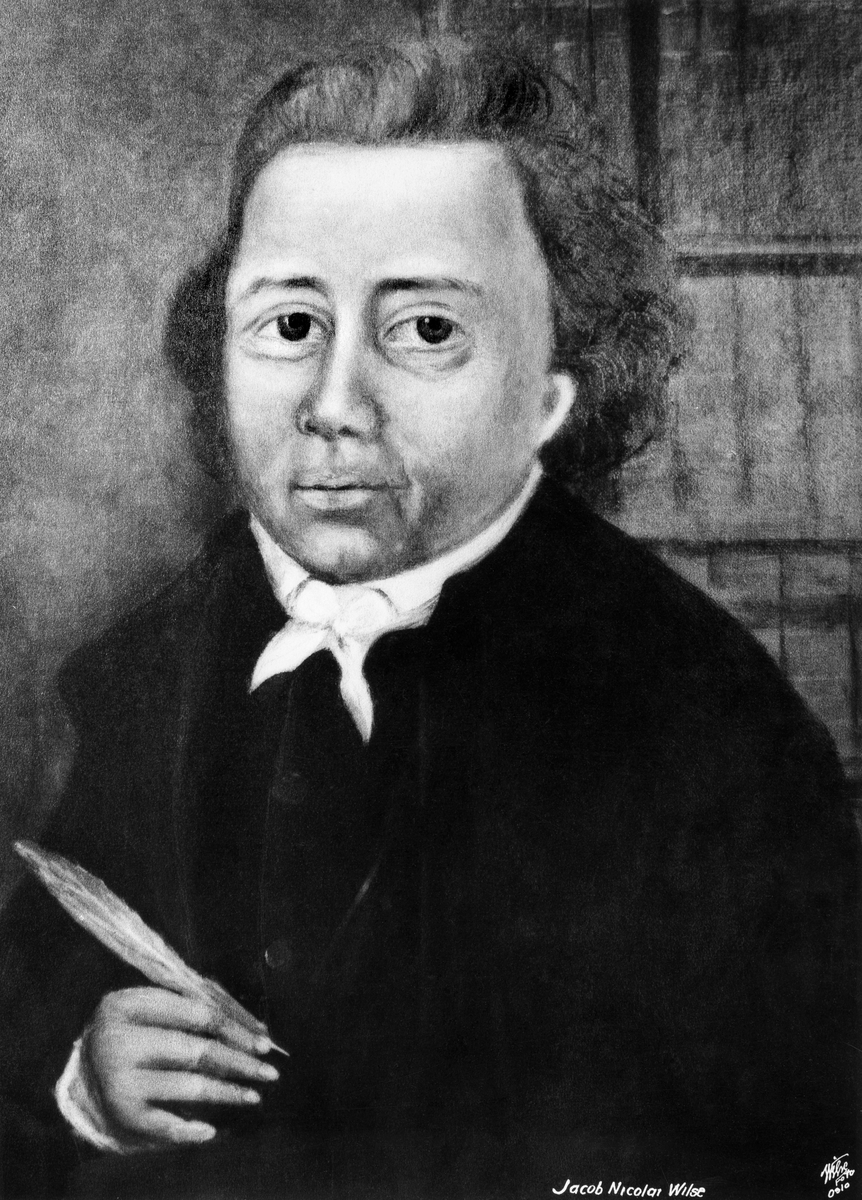

Nicolai Jacob Wilse (* 24. Januar 1736 in Lemvig; † 25. Mai 1801 in Eidsberg) war ein dänischer Pfarrer, topografischer Autor und Reiseschriftsteller.

## Leben
Seine Eltern waren der Pfarrer in Jegindø Peder Jacobsen Wilse († 1786) und dessen Frau Maren Nielsdatter Bierregaard († 1772). Er heiratete 1770 in erster Ehe Cecilia Thorup († 1783), 1784 in zweiter Ehe Gurine Maria (oder Marie) Morland († 1796) und 1799 Johanne Marie (oder Maria) Grøgaard († 1814).
Wilse begann 1752 ein Theologiestudium und legte 1756 das Staatsexamen ab. Danach verdiente er seinen Unterhalt als Hauslehrer. Nebenher eignete er sich die modernen Sprachen an. In Französisch brachte er es so weit, dass er ein episches Gedicht in dieser Sprache verfasste, das 1762 in Christiania erschien. Daneben befasste er sich mit Mathematik, Chemie und Physik. 1766 kam er nach Kopenhagen und unterrichtete bis 1768 vier junge Mitglieder der russischen Botschaft auf Französisch in Mathematik. 1768 erhielt er den Magistergrad in Philosophie. 1768 erhielt er die Pfarrei Spydeberg in Østfold zugewiesen. 1781 wurde er zum korrespondierenden Mitglied der Göttinger Akademie der Wissenschaften gewählt. 1784 wurde er Titularprofessor in Theologie. 1785 wurde er Pfarrer Eidsberg.
Seine schriftstellerische Tätigkeit erstreckte sich über 40 Jahre und sichert ihm einen Platz in der dänischen Literaturgeschichte. Seine Reiseberichte haben noch heute großen Wert. 1767 schrieb er Fridericiæ Stads Beskrivelse. Nachdem er sich in Norwegen niedergelassen hatte, befasste er sich mit der Beschreibung dieses Landes und begann, sich als Norweger zu fühlen. Er ließ seine Bücher in Christiania drucken, obgleich der Druck in Kopenhagen billiger und besser gewesen wäre, und gab als Grund dafür „eine Art norwegischen Patriotismus“ an. Er benutzte auch besondere norwegische Wörter und war einer der ersten, der die norwegischen Ortsnamen nach der norwegischen Aussprache schrieb. 1779 kam seine Fysisk, økonomisk og statistisk Beskrivelse over Spydeberg mit einem Anhang Meteorologisk Natur- og Husholdningskalender heraus. Er verfasste auch ein Wörterbuch des ostnorwegischen Dialektes. Auch schrieb er eine detaillierte Darstellung seiner neuen Pfarrei Eidsberg, die im Topografisk Journal erschien. Er betätigte sich auch in der Meteorologie und unterhielt in Spydeberg eine der 39 europäischen Stationen, die Wetterdaten an die Societas Meteorologica Palatina in Mannheim lieferten. In seinem Werk Meteorographia compendiosa entwickelte er von der jeweiligen Sprache unabhängige Zeichen für meteorologische Phänomene, die eine der Grundlagen für die Meteorologie als Wissenschaft um 1800 wurde.
Mangels finanzieller Mittel konnte er nicht weit reisen. Er kam nur bis Kongsberg und Lund. Aber auf einer Reise nach Kopenhagen machte er einen Abstecher nach Hamburg und Berlin. Er verfasste fünf Bände Reiseberichte die 1790 bis 1798 mit vielen wertvollen Informationen herauskamen. Er stand auch mit anderen Naturforschern in Verbindung, so mit Carl von Linné und mit dem bedeutenden Naturforscher Norwegens Hans Strøm.

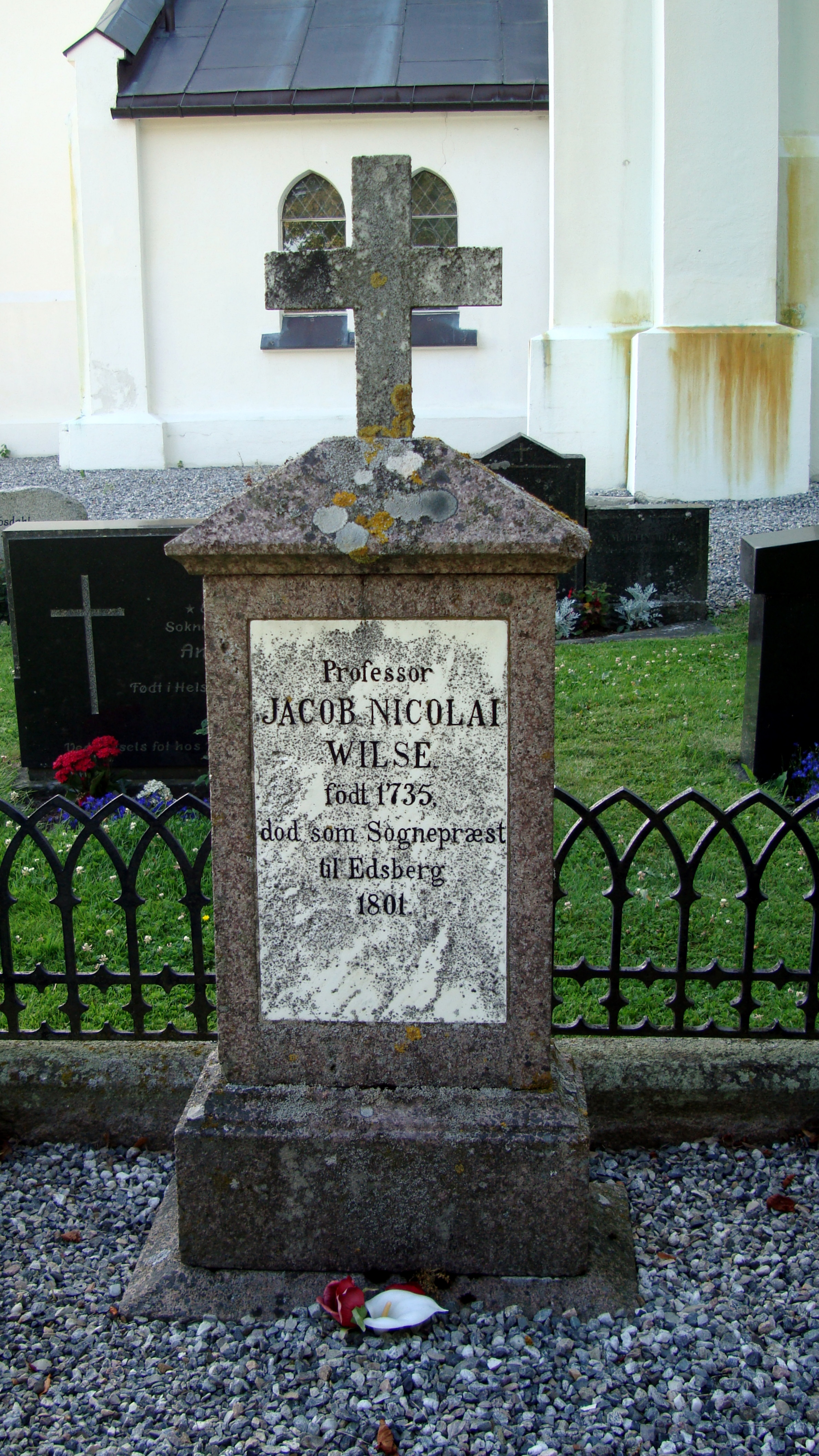
Nicolai Wilses Grab in Eidsberg

Er setzte sich auch für die Volksbildung ein, bei der er große Mängel feststellte, und gab 1777 Maanedlige Afhandlinger i Hensigt paa det sande, nyttige og behagelige (Monatliche Abhandlungen über das Wahre, Nützliche und Angenehme) heraus, wo er unter anderem die Einrichtung einer Realschule in Christiania anregte. Die Zeitschrift erschien aber nur in einem Jahrgang. Als in Christiania die Zeitschrift Hermoder erschien, war er ein fleißiger Mitarbeiter. 1791 gehörte er zu den Gründern von „Det norske Corresponderende Topographiske Selskab“ und lieferte der Zeitschrift der Gesellschaft Topographisk Journal for Norge Beiträge. Er trat auch für eine Universität in Norwegen ein und verfasste 1793 Indbydelse til mine norske Medborgere og Landsmænd for med mig underdanigst at ansøge om et Akademi i Norge (Einladung an meine norwegischen Mitbürger und Landsleute, mit mir untertänigst um eine Akademie in Norwegen zu ersuchen). Darin lud er alle Vaterlandsfreunde zu einem bestimmten Tag zu einer Geldsammlung und zur Förderung der Universitätsangelegenheit ein. Das rief große Aufmerksamkeit hervor, und später wurde er als der eigentliche Anführer dieser Bewegung betrachtet. Das Treffen kam zu Stande und wurde mit einer Rede Wilses eröffnet, in der er seinen Plan für eine Universität vorstellte. Solange er lebte, verfolgte er mit aller Energie den Plan weiter, erlebte aber seine Verwirklichung nicht mehr. Die Popularität, die er dadurch in Norwegen gewann, war außerordentlich. Auf seine Initiative hin schlossen sich 1809 mehrere Gesellschaften zur „Selskabet for Norges Vel“ (Gesellschaft zum Wohl Norwegens) zusammen. Durch sein Wirken hatte er großen Anteil an der Entwicklung eines norwegischen Nationalbewusstseins.

## Werke (Auswahl)
- „Beskrivelse over Thyholm“. In: Danske Atlas, Bd. 5, 1762, S. 513–527
- Fuldstændig Beskrivelse af Stapel-Staden Fridericia. Kopenhagen 1767
- Meteorographia compendiosa eller: en kort Maade, ved beqvemme Tegn, at optegne alle slags Veyr, veyrskifter og Luftsyner, Kopenhagen 1778
- Physisk, oeconomisk og statistisk Beskrivelse over Spydeberg Præstegield og Egn i Aggershuu-Stift udi Norge og i Anledn. deraf adskillige Afhandlinger og Anmerkninger deels Norge i Almindelighed, deels dens Østre-Kant i Særdeleshed vedkommende, 2 Bde. 1779 (mit der Beilage Forsøg til en stedsvarende meteorologisk Natur- og Huusholdnings-Calender for Norge Søndenfields. 1780, und Norsk Ordbog eller Samling af norske Ord i sær de, som bruges i Egnen af Spydeberg og videre paa den Østre-Kant af Norge)
- Kort Underretning om Mag. Jac. Nic. Wilse, samt en Fortegnelse paa hans Tid efter anden forfærdigede Skrifter. Kopenhagen 1786
- Reise-Iagttagelser i nogle af de nordiske Lande, med Hensigt til Folkenes og Landenes Kundskab 5 Teile. Kopenhagen 1790–1798 (zuerst gedruckt in J. Bernouilli (Hrsg.): Sammlung kurzer Reisebeschreibungen. Hamburg 1782–1786)
- Topographisk Beskrivelse af Edsberg Præstegjeld. In: Topographisk Journal for Norge, Heft 2, 1791. S. 1–91, Heft 16, 1796, S. 115–128, Heft 18, 1796, S. 1–76 (Neudruck Rakkestad 1992)
- Indbydelse til mine norske Medborgere og Landsmænd for med mig allerunderdaningst at ansøge om et Academie i Norge. Beilage in den Norske Intelligenz-Sedler, Nr. 13/1793
- Om den norske Selvstændighed med Hensyn til periodiske Skrifter for Norge. In: Hermoder 1, 1795, S. 87–100
- Om Forskiællen paa Moraliteten i Bøyderne overalt i Norge og sammes Aarsager. In: Hermoder 4, 1796, S. 70–91.